# Kopa Śmierci

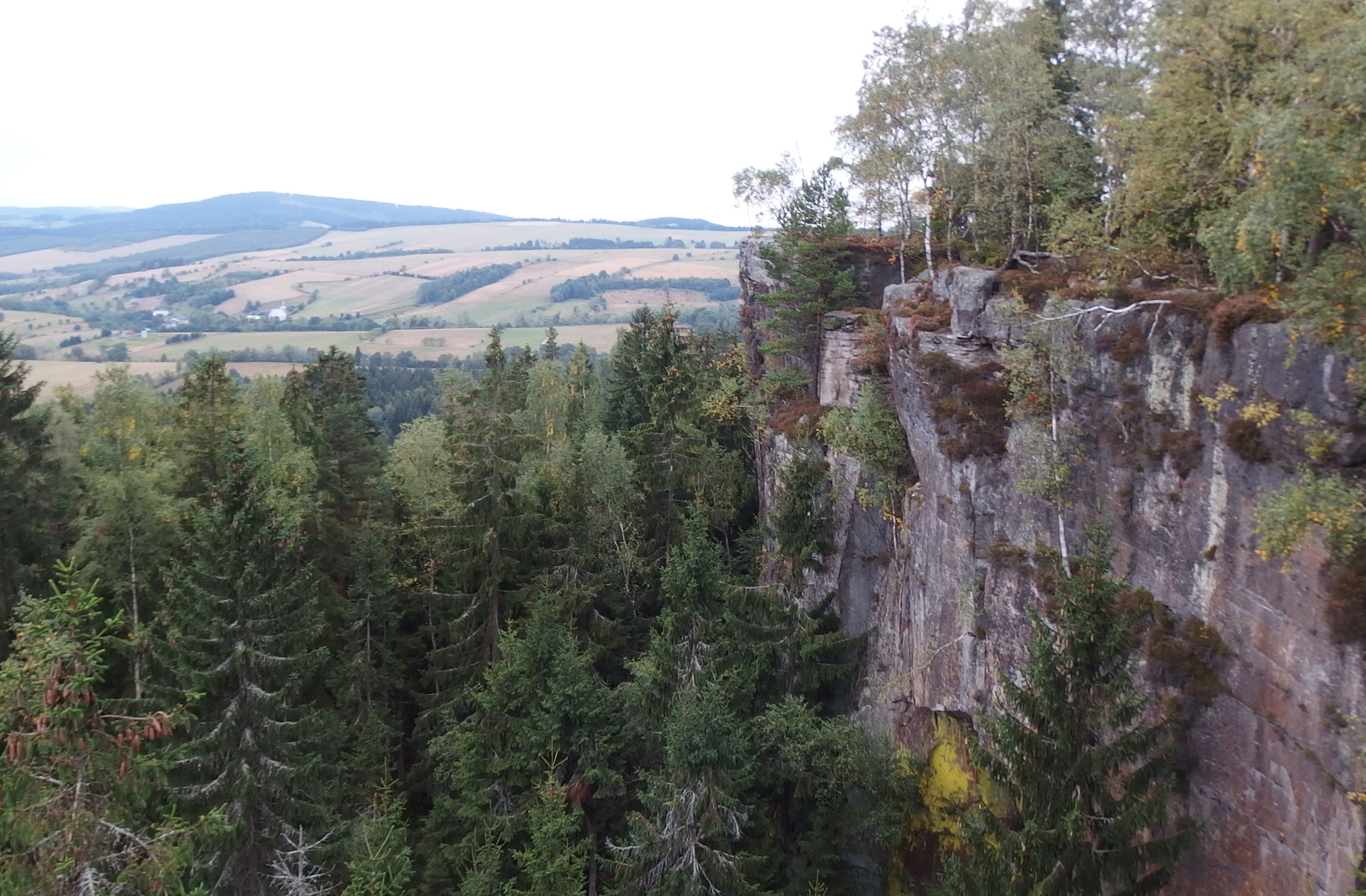
Urwisko na Kopie Śmierci

Kopa Śmierci – (niem. Totenkopf) szczyt (830 m n.p.m.) w południowo-zachodniej Polsce, w środkowym piętrze wierzchowiny Gór Stołowych w Sudetach Środkowych.

## Położenie i opis
Kopa Śmierci wznosi się w środkowym piętrze wierzchowiny Gór Stołowych, na południowej krawędzi stoliwa Narożnika. Południowo-zachodni stok jest podcięty murami skalnymi, które bywają celem wspinaczek. Szczyt jest porośnięty lasem świerkowym, a wierzchołek zawalony głazami piaskowca. Z krawędzi urwiska rozciąga się rozległa panorama Obniżenia Dusznickiego i otaczających jej gór.

## Szlaki turystyczne
Przez Kopę Śmierci prowadzi  szlak turystyczny na trasie: Karłów – Narożnik - Kopa Śmierci – Skały Puchacza - Łężyce - Duszniki-Zdrój – Schronisko PTTK „Pod Muflonem” – Biesiec - Schronisko PTTK „Jagodna”.